# 望月諒
望月 諒（もちづき りょう、1988年5月6日 - ）は、日本のラグビー選手。

## プロフィール
- 静岡県静岡市出身。
- ポジションはウィング(WTB)、フルバック(FB)。
- 身長 183cm、体重 87kg
- ニックネームはモッチー
- 7人制日本選抜に選ばれたことがある[1]。

## 来歴
2007年、東海大翔洋高校卒業後、東海大学に入る。なお東海大学時代の同級生にはリーチマイケル、三上正貴、木津武士らがいる。
2011年、東海大学卒業後、ヤクルトレビンズに加入。同年9月25日に行われたトップイーストリーグディビジョン２第1節の清水建設ブルーシャークス戦に先発出場で公式戦初出場を果たした。
2014年、クボタスピアーズに加入。
2019年、クボタスピアーズを退団した。